# Índice de antigüedad del Estado
El índice de antigüedad del Estado (State Antiquity Index en inglés) es un índice de centralización estatal elaborado por Louis Putterman y Valerie Bockstette en la Universidad Brown. El índice mide el grado en que cada uno de los países actualmente existentes albergaron naciones-Estado, reinos o imperios desde el siglo I. 

## Usos
El IAE es utilizado principalmente para estudiar los efectos de largo plazo de la centralización del Estado sobre el desarrollo económico y político. Este es precisamente el objetivo con el que fue elaborado el índice, y por esa razón los autores tomaron como punto de partida el siglo I, con el convencimiento de que la experiencia de hace más de dos mil años probablemente no tendría mucho efecto hoy, y como una manera de reducir un esfuerzo investigador poco productivo y que además debería trabajar con información de baja calidad.

## Descripción
El IAE usa países con tus fronteras nacionales contemporáneas como unidad de análisis. Está basado en tres componentes que miden el nivel de organización de una unidad política, su localización primaria (local o extranjera) y el grado de control geográfico. Cada uno de esos tres componentes recibe una puntuación en cada periodo de cincuenta años desde el año 0. Para asignar dicha puntuación, se responden las siguientes preguntas:
Componente 1. ¿Hay un gobierno por encima del nivel tribal? El componente 1 recibe puntuación 1 si la respuesta es sí, recibe puntuación 0.75 si el gobierno puede ser descrito como cacicazgo supremo, y recibe puntuación 0 si no hay ningún gobierno presente.
Componente 2. ¿Este gobierno está asentado localmente o en el extranjero? El componente 2 recibe puntuación 1 si el gobierno está asentado localmente, ecibe puntuación 0.75 si existe un gobierno asentado localmente pero está sujeto a una sustancial supervisión extranjera, y recibe puntuación 0.5 si el gobierno está asentado en el extranjero (por ejemplo, si el país es una colonia).
Componente 3. ¿Cuánto territorio del país moderno estaba gobernado por este gobierno? El componente 3 recibe puntuación 1 si la respuesta es al menos el 50 % del territorio, recibe puntuación 0.75 si la respuesta es entre el 25 % y el 50 % del territorio, y recibe puntuación 0.3 si la respuesta es por debajo del 10 % del territorio.
Las puntuaciones en estos tres componentes se multiplican entre ellas y después por 50. Así, el índice compuesto toma valores entre 0 y 50, donde un mayor valor corresponde a una mayor centralización o autoridad política. Finalmente se suman los valores de todos los periodos para cada país (existen distintas versiones con distintas tasas de descuento, para dar un menor paso a los periodos más alejados en el tiempo) y se divide el resultado por el máximo valor posible. El índice resultante toma valores entre 0 y 1, donde 0 es el menor nivel de centralización estatal posible, y 1 es el mayor nivel de centralización estatal posible.

## Datos
Los datos presentados a continuación corresponden al IAE calculado con una tasa de descuento del 0 %.
| Posición | País                     | IAE (00v3) |
| -------- | ------------------------ | ---------- |
| 1        | Etiopía                  | 0.98       |
| 2        | China                    | 0.91       |
| 3        | Hong Kong                | 0.89       |
| 4        | Corea del Sur            | 0.88       |
| 5        | Sri Lanka                | 0.85       |
| 6        | Camboya                  | 0.84       |
| 7        | Turquía                  | 0.83       |
| 8        | Japón                    | 0.82       |
| 9        | Somalia                  | 0.82       |
| 10       | Irán                     | 0.81       |
| 11       | Pakistán                 | 0.80       |
| 12       | Birmania                 | 0.80       |
| 13       | Marruecos                | 0.79       |
| 14       | Francia                  | 0.76       |
| 15       | Nepal                    | 0.75       |
| 16       | Portugal                 | 0.74       |
| 17       | Uzbekistán               | 0.74       |
| 18       | Austria                  | 0.73       |
| 19       | Italia                   | 0.73       |
| 20       | Reino Unido              | 0.72       |
| 21       | India                    | 0.72       |
| 22       | Suiza                    | 0.72       |
| 23       | Alemania                 | 0.71       |
| 24       | Países Bajos             | 0.69       |
| 25       | Túnez                    | 0.69       |
| 26       | Bélgica                  | 0.67       |
| 27       | Yemen                    | 0.66       |
| 28       | España                   | 0.66       |
| 29       | Egipto                   | 0.66       |
| 30       | Sudán                    | 0.66       |
| 31       | Bolivia                  | 0.64       |
| 32       | Libia                    | 0.62       |
| 33       | Afganistán               | 0.61       |
| 34       | Serbia y Montenegro      | 0.60       |
| 35       | Vietnam                  | 0.60       |
| 36       | Guatemala                | 0.60       |
| 37       | Armenia                  | 0.57       |
| 38       | Bosnia y Herzegovina     | 0.57       |
| 39       | Dinamarca                | 0.57       |
| 40       | Siria                    | 0.56       |
| 41       | Tailandia                | 0.56       |
| 42       | Albania                  | 0.56       |
| 43       | Chipre                   | 0.56       |
| 44       | Argelia                  | 0.55       |
| 45       | México                   | 0.54       |
| 46       | Grecia                   | 0.54       |
| 47       | Georgia                  | 0.53       |
| 48       | Bulgaria                 | 0.53       |
| 49       | Laos                     | 0.53       |
| 50       | Croacia                  | 0.52       |
| 51       | Tayikistán               | 0.52       |
| 52       | Malasia                  | 0.51       |
| 53       | Jordania                 | 0.51       |
| 54       | Hungría                  | 0.51       |
| 55       | Perú                     | 0.51       |
| 56       | Irlanda                  | 0.50       |
| 57       | Israel                   | 0.50       |
| 58       | Eslovenia                | 0.50       |
| 59       | Chequia                  | 0.48       |
| 60       | Indonesia                | 0.47       |
| 61       | Macedonia del Norte      | 0.47       |
| 62       | Noruega                  | 0.44       |
| 63       | Polonia                  | 0.43       |
| 64       | Nigeria                  | 0.41       |
| 65       | Rumanía                  | 0.41       |
| 66       | Azerbayán                | 0.40       |
| 67       | Bangladés                | 0.38       |
| 68       | Suecia                   | 0.37       |
| 69       | Turkmenistán             | 0.35       |
| 70       | Mali                     | 0.35       |
| 71       | Mongolia                 | 0.34       |
| 72       | Senegal                  | 0.32       |
| 73       | Bielorrusia              | 0.32       |
| 74       | Mauritania               | 0.30       |
| 75       | Eslovaquia               | 0.29       |
| 76       | Lituania                 | 0.29       |
| 77       | Camerún                  | 0.29       |
| 78       | Ucrania                  | 0.28       |
| 79       | Islandia                 | 0.28       |
| 80       | Rusia                    | 0.27       |
| 81       | Honduras                 | 0.27       |
| 82       | Moldavia                 | 0.27       |
| 83       | Ghana                    | 0.25       |
| 84       | Kazajistán               | 0.25       |
| 85       | Níger                    | 0.25       |
| 86       | Botsuana                 | 0.22       |
| 87       | Singapur                 | 0.21       |
| 88       | Finlandia                | 0.20       |
| 89       | Letonia                  | 0.20       |
| 90       | Ruanda                   | 0.19       |
| 91       | Malawi                   | 0.19       |
| 92       | Ecuador                  | 0.19       |
| 93       | Kirguistán               | 0.19       |
| 94       | Burkina Faso             | 0.19       |
| 95       | Angola                   | 0.18       |
| 96       | Rep. Dem. Congo          | 0.18       |
| 97       | Estonia                  | 0.18       |
| 98       | Chad                     | 0.17       |
| 99       | Costa de Marfil          | 0.17       |
| 100      | Madagascar               | 0.17       |
| 101      | Chile                    | 0.16       |
| 102      | Guinea                   | 0.15       |
| 103      | Haití                    | 0.15       |
| 104      | Taiwán                   | 0.15       |
| 105      | Rep. Congo               | 0.15       |
| 106      | Gambia                   | 0.15       |
| 107      | Uganda                   | 0.15       |
| 108      | Colombia                 | 0.15       |
| 109      | Venezuela                | 0.14       |
| 110      | Brasil                   | 0.14       |
| 111      | República Dominicana     | 0.14       |
| 112      | Paraguay                 | 0.14       |
| 113      | El Salvador              | 0.14       |
| 114      | Panamá                   | 0.14       |
| 115      | Costa Rica               | 0.14       |
| 116      | Filipinas                | 0.13       |
| 117      | Argentina                | 0.13       |
| 118      | Cabo Verde               | 0.13       |
| 119      | Mozambique               | 0.13       |
| 120      | Nicaragua                | 0.13       |
| 121      | Santo Tomé y Príncipe    | 0.12       |
| 122      | Cuba                     | 0.12       |
| 123      | Jamaica                  | 0.12       |
| 124      | Burundi                  | 0.11       |
| 125      | Estados Unidos           | 0.11       |
| 126      | Benín                    | 0.10       |
| 127      | Canadá                   | 0.10       |
| 128      | Uruguay                  | 0.10       |
| 129      | Guyana                   | 0.09       |
| 130      | Trinidad y Tobago        | 0.09       |
| 131      | Barbados                 | 0.08       |
| 132      | Granada                  | 0.08       |
| 133      | Australia                | 0.07       |
| 134      | Suazilandia              | 0.07       |
| 135      | Sudáfrica                | 0.07       |
| 136      | Mauricio                 | 0.06       |
| 137      | Zambia                   | 0.05       |
| 138      | Seychelles               | 0.05       |
| 139      | Lesoto                   | 0.04       |
| 140      | Togo                     | 0.04       |
| 141      | Zimbabue                 | 0.04       |
| 142      | Liberia                  | 0.04       |
| 143      | Nueva Zelanda            | 0.03       |
| 144      | Gabón                    | 0.03       |
| 145      | Sierra Leona             | 0.02       |
| 146      | Fiji                     | 0.02       |
| 147      | República Centroafricana | 0.01       |
| 148      | Kenia                    | 0.01       |
| 149      | Papúa Nueva Guinea       | 0.01       |
| 150      | Irak                     |            |
| 151      | Arabia Saudí             |            |

## Extensiones
Las primeras versiones del IAE, originalmente creado por Bockstette, Chanda y Putterman, han sido reemplazadas y extendidas por el propio Putterman junto con Oana Borcan y Ola Olsson. La nueva versión incluye datos hasta el milenio IV a. C. y completa algunos datos para el periodo 1951-2000 d. C. que no estaban disponibles en las versiones anteriores.